# Styggmann
Styggmann eller Styggemann ( 871 moh.) er et bjerg i Kongsberg kommune i Viken fylke i Norge. Styggmann er den højeste top i området Skrimfjella. Styggmann ligger i Skrim-Sauheradfjella naturreservat. Fritzøe Skoger byggede i 1927 en hytte af sten på toppen til brandvagt, og derfor  med telefonlinje. Hytten bruges nu af Tønsberg og Omegn Turistforening (TOT) og har to sengepladser.
Et gammelt sagn fortæller at der boede en trold i fjeldet Styggemann. Trollen var sur over at folk gik rundt om hans  hjem og forstyrrede ham; Derfor lå trollen på toppen og fulgte med, og  hver gang nogen kom  for nær, kastede han en sten nedover. Går man  i dag på  stien til Sørmyrseter, kan man fortsat se mange af disse sten. Trolden var kun  ude i gråvejr, men en gang ble den overrasket af solskin. Da blev trolden forstenet der på toppen av fjeldet. Ser man fra den rette vinkel og på lidt afstand, kan man tydelig se både næse, mund og hage til den det forstenede trold, den stygge mand.